# Aenigmatopoeus sodalis
Aenigmatopoeus sodalis är en tvåvingeart som beskrevs av Schmitz 1951. Aenigmatopoeus sodalis ingår i släktet Aenigmatopoeus och familjen puckelflugor. Inga underarter finns listade i Catalogue of Life.